# Star Trek

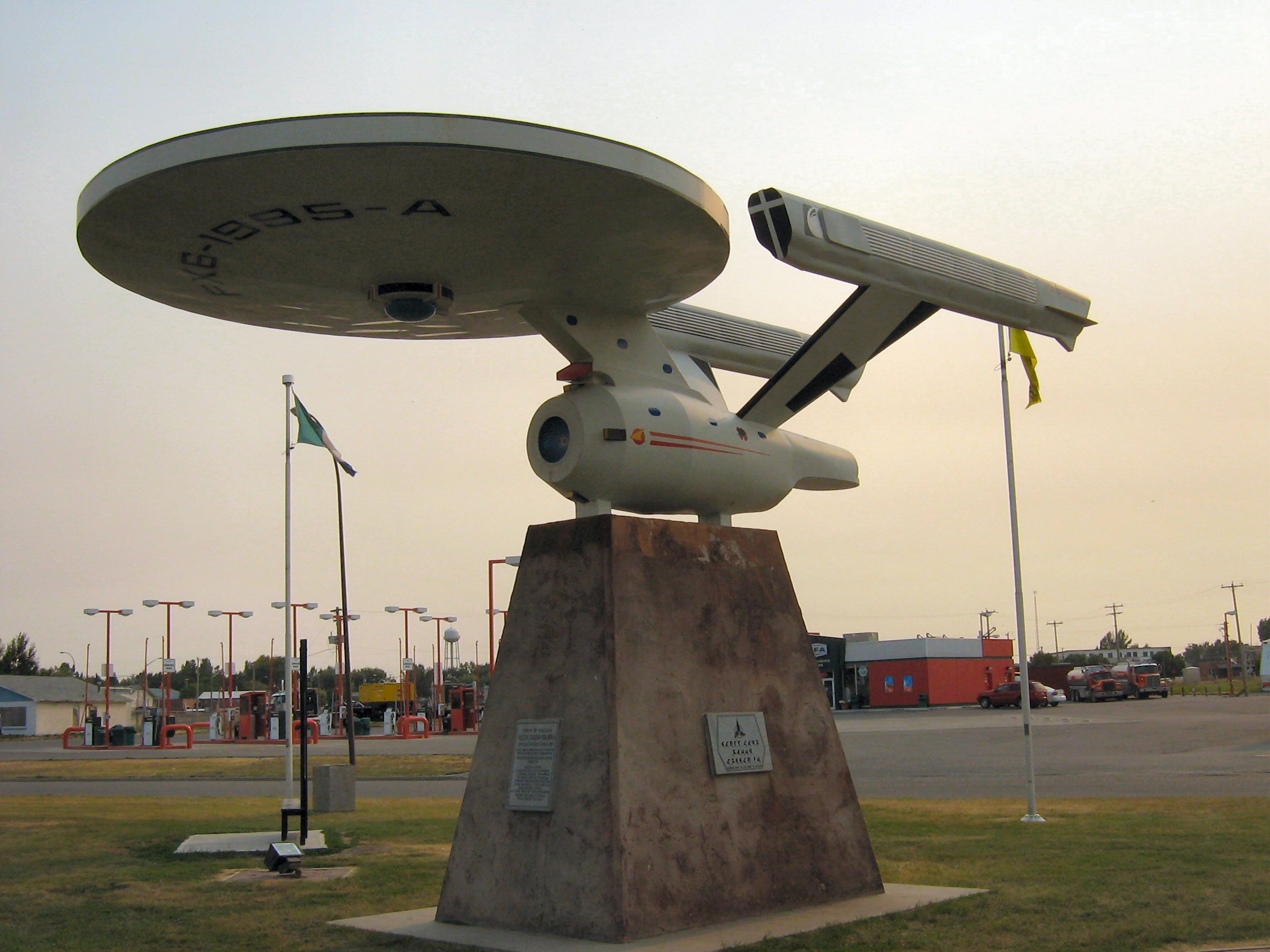
Makieta statku kosmicznego USS Enterprise – znajdująca się w mieście Vulcan w prowincji Alberta.

Star Trek (w dosłownym tłumaczeniu Gwiezdna Wędrówka) – franczyza obejmująca kilka fantastycznonaukowych seriali telewizyjnych, kilkanaście filmów pełnometrażowych, a także dziesiątki książek, komiksów i gier komputerowych dziejących się w tym samym fikcyjnym uniwersum stworzonym przez Gene’a Roddenbery’ego w latach 60. Prawnym właścicielem nazwy Star Trek, znaków graficznych oraz postaci jest wytwórnia filmowa Paramount Pictures.
Star Trek został pierwotnie stworzony jako serial telewizyjny, który został po raz pierwszy wyemitowany w telewizji amerykańskiej w dniu 8 września 1966 roku. Ogółem do dziś stworzono 8 seriali, w tym jeden animowany. W sumie 6 zamkniętych seriali obejmuje 726 pojedynczych epizodów podzielonych w 30 seriach. Obecnie trwa emisja trzech seriali, Star Trek: Picard dobiegł końca po 3 sezonie w 2023 roku, natomiast emisja ostatniego sezonu Star Trek: Discovery planowana jest na 2024 rok.
Ludzkość po zakończeniu III wojny światowej rozkwita. Po usunięciu z Ziemi chorób, nietolerancji, biedy i zażegnaniu konfliktów zbrojnych, przy współpracy części inteligentnych ras zamieszkujących galaktykę powstaje Zjednoczona Federacja Planet – międzygatunkowa unia, której celem jest pokojowe współistnienie poszczególnych ras zamieszkujących galaktykę oraz jej eksploracja.
Mottem wszystkich produkcji spod znaku Star Trek jest sentencja „Śmiało kroczyć tam, gdzie nie dotarł jeszcze żaden człowiek” (ang. To boldly go where no man has gone before).

## Seriale telewizyjne

### Star Trek(1966–1969, Star Trek: The Original Series)

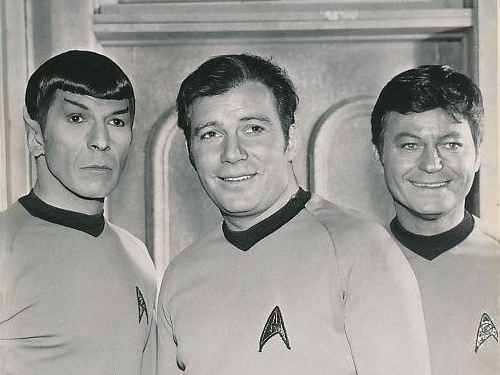
Spock, kapitan Kirk i dr McCoy

Oryginalny serial Star Trek, w skrócie nazywany TOS (ang. Star Trek: The Original Series) został zakończony po trzech sezonach, w 1969 roku, z powodu niskiej oglądalności. Popularność zyskał dopiero po emisji powtórek na antenie kilku stacji telewizyjnych.
Kapitanem Enterprise był James T. Kirk, grany przez kanadyjskiego aktora Williama Shatnera. Akcja skupiała się głównie na nim, na pierwszym oficerze, Wolkaninie, o imieniu Spock granym przez Leonarda Nimoya oraz na medyku okrętowym Leonardzie McCoyu (DeForest Kelley). Znamienne jest, że skład załogi Enterprise przeciwstawiał się uprzedzeniom społecznym i politycznym lat 60. Sternikiem był japońskiego pochodzenia Hikaru Sulu (George Takei), nawigatorem Rosjanin Pavel Chekov (Walter Koenig), oficerem łącznościowym czarnoskóra Nyota Uhura (Nichelle Nichols), a głównym mechanikiem pokładowym Szkot Montgomery Scott (James Doohan).

### Star Trek: Seria animowana (1973–1974, Star Trek: The Animated Series)
Na motywach oryginalnej serii powstała seria animowana Star Trek: Seria animowana. Wyprodukowano 22 odcinki podzielone na dwa sezony. Premierowa emisja miała miejsce od 8 września 1973 roku do 12 października 1974 roku na antenie sieci NBC.
Serial ukazuje czwarty i piąty rok pięcioletniej misji USS Enterprise, której pierwsze trzy lata zostały zaprezentowane w Serii oryginalnej. Kilka odcinków stanowi bezpośrednie sequele epizodów wcześniejszego serialu. Zasadnicza koncepcja fabularna nie uległa poważniejszym zmianom. Zmiana formy na animowaną pozwoliła scenarzystom na znacznie odważniejsze tworzenie opowieści, które ze względu na koszty scenografii czy efektów specjalnych bardzo trudno byłoby zrealizować w serialu aktorskim.

### Star Trek: Następne pokolenie (1987–1994, Star Trek: The Next Generation)

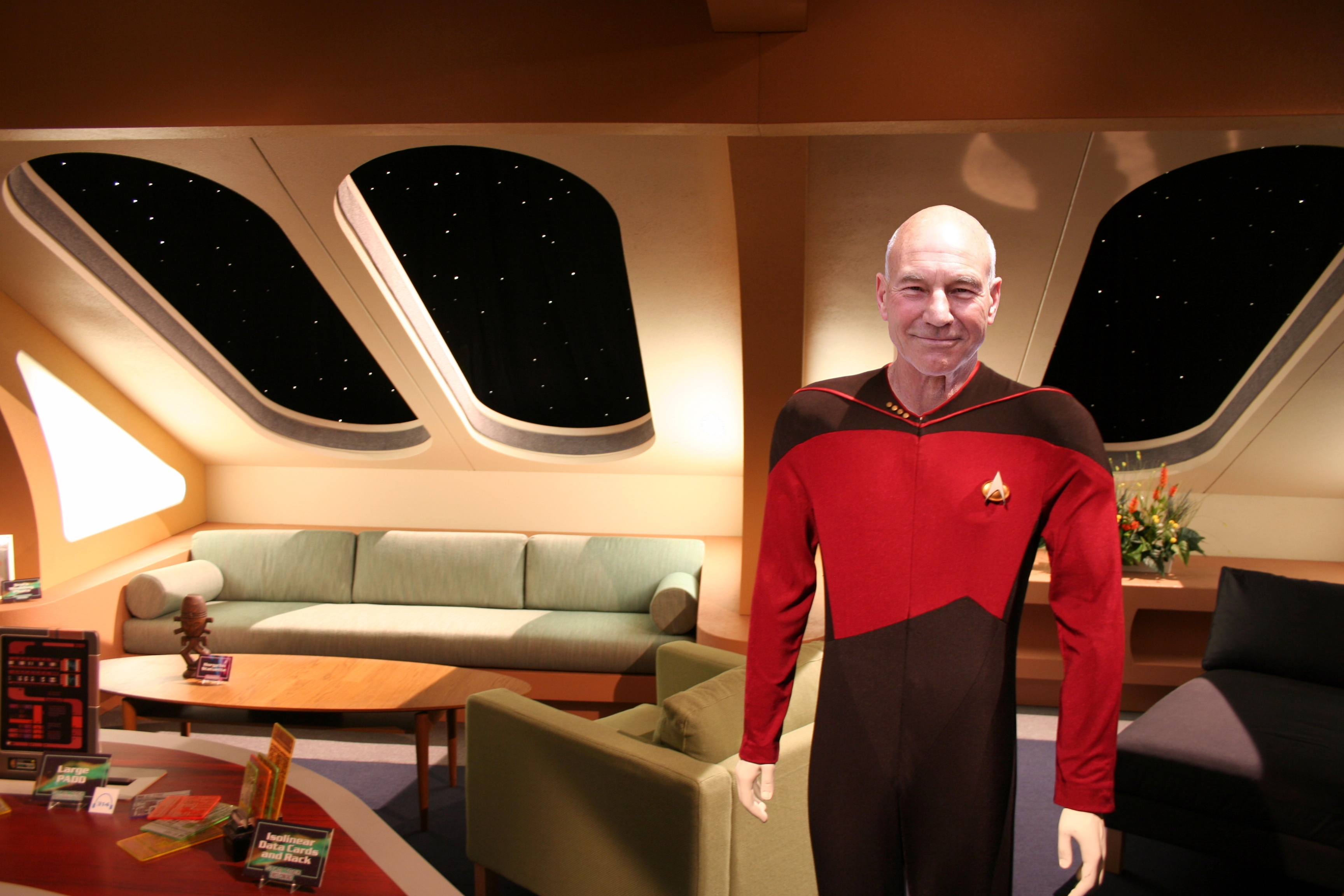
Kapitan Picard

Fabuła serialu „Star Trek: Następne pokolenie” (ang. Star Trek: The Next Generation, TNG) rozgrywa się wokół załogi statku kosmicznego Enterprise, który odbywa pięcioletnią misję badawczą w Kwadrancie Alfa Drogi Mlecznej. Akcja rozpoczyna się w 2364 roku, 100 lat po rozpoczęciu pierwszej misji pięcioletniej dowodzonej przez Jamesa T. Kirka. 
Klimat serialu jest bardziej pokojowy, nastawiony na dyplomację, eksplorację i rozstrzyganie problemów natury moralno-społecznej. Nowy Enterprise jest okrętem flagowym Zjednoczonej Federacji Planet. Poza załogą na pokładzie przebywają cywile.
Kapitanem Enterprise jest Jean-Luc Picard (Patrick Stewart), natomiast pierwszym oficerem William Riker (Jonathan Frakes). Do postaci pierwszoplanowych należą ponadto: ciekawy świata android Data (Brent Spiner), pełniąca rolę doradcy i okrętowego psychologa empatka Deanna Troi (Marina Sirtis), niewidomy inżynier, główny mechanik Geordi La Forge (LeVar Burton), jedyny Klingon w Gwiezdnej Flocie, oficer taktyczny – Worf (Michael Dorn) oraz główny lekarz pokładowy Beverly Crusher (Gates McFadden) wraz z synem – Wesleyem (Wil Wheaton). W pierwszej serii w roli szefa ochrony Tashy Yar występuje Denise Crosby. Oprócz głównej załogi epizodyczne role odgrywa tajemnicza Guinan (Whoopi Goldberg), której gromadzona przez setki lat mądrość życiowa cieszy się uznaniem kapitana.

### Star Trek: Stacja kosmiczna (1993–1999, Star Trek: Deep Space Nine)
Akcja „Star Trek: Stacja kosmiczna” (ang. Star Trek: Deep Space Nine, DS9) rozpoczyna się między szóstą a siódmą serią „Następnego pokolenia”. Serial łamie wiele utartych tradycji Star Trek. Tytułowy Deep Space 9 to stacja kosmiczna wybudowana przez Kardasjan na orbicie okupowanej przez nich planety Bajor. Po wycofaniu się sił okupacyjnych, rząd tymczasowy planety postanowił poprosić Federację o objęcie posterunku na stacji. Dzięki sąsiadującemu tunelowi przestrzennemu, który nadaje stacji ogromne znaczenie strategiczne, DS9 staje się teatrem wojen, konfliktów i wielu innych nietypowych sytuacji, rzadko spotykanych w dotychczasowych serialach Star Trek.
Stacją dowodzi Benjamin Sisko (Avery Brooks), początkowo w randze komandora (ang. commander), awansowany później do rangi kapitana. Jego pierwszym oficerem jest Bajoranka major (później awansowana do rangi pułkownika) Kira Nerys (Nana Visitor), której terrorystyczna przeszłość rzutuje znacznie na rozwój wypadków na stacji. Za porządek na DS9 odpowiada zmiennokształtny Odo (René Auberjonois), którego rasa doprowadza do wybuchu największej wojny w historii Zjednoczonej Federacji Planet. Rolę oficera naukowego pełni Jadzia Dax (Terry Farrell), przedstawicielka symbiotycznej rasy Trill. W ostatniej serii zamordowaną Jadzię zastępuje Ezri (Nicole de Boer), która przejmując symbionta Dax dysponuje wszelką wiedzą i wspomnieniami Jadzii. Lekarzem stacji jest genetycznie poprawiany Julian Bashir (Alexander Siddig). Głównym inżynierem jest znany z serialu Następne pokolenie Miles O’Brien (Colm Meaney). W czwartej serii serialu do załogi dołącza Worf, który stracił stanowisko oficera taktycznego na Enterprise wraz ze zniszczeniem statku w pełnometrażowym filmie Star Trek: Pokolenia. Na stacji przebywają również cywile, między innymi syn kapitana Jake Sisko (Cirroc Lofton), chciwy barman, Ferengi, Quark (Armin Shimerman), tajemniczy Kardasjanin, krawiec Garak (Andrew Robinson).

### Star Trek: Voyager (1995–2001, Star Trek: Voyager)
Tytułowy „Voyager” (ang. Star Trek: Voyager – dosłownie „Podróżnik”, VOY) to zaawansowany technicznie okręt Federacji, który za sprawą potężnej istoty w trakcie swojego dziewiczego rejsu zostaje przeniesiony w odległy kraniec galaktyki. Do zdziesiątkowanej załogi Voyagera dołącza grupą ściganych przez Federację partyzantów zwanych Maquis, by razem odnaleźć drogę do domu. Seria Voyager, choć jej akcja dzieje się w innym kwadrancie galaktyki, porusza nie tylko znane z wcześniejszych serii problemy, ale też pokazuje znane rasy (Ferengi) i zdaje się przywracać wątki znane z „Następnego pokolenia” i oryginalnej serii.
Kapitanem Voyagera jest opiekuńcza, ale stanowcza Kathryn Janeway (Kate Mulgrew). Pierwszym oficerem zostaje przywódca Maquis, Chakotay (Robert Beltran), były oficer Floty. Stanowisko głównego inżyniera obejmuje pół-Klingonka B’Elanna Torres (Roxann Dawson), również należąca wcześniej do Maquis. Szefem ochrony oraz oficerem taktycznym jest Wolkan Tuvok (Tim Russ). Sternikiem okrętu jest Tom Paris (Robert Duncan McNeill), przebywający na zwolnieniu warunkowym, które uzyskała dla niego kapitan werbując go na niebezpieczną, pierwszą misję Voyagera. Oficerem operacyjnym okrętu jest Harry Kim (Garrett Wang), pozostający przez cały serial w randze chorążego. Rolę okrętowego medyka przejąć musiał Awaryjny Hologram Medyczny grany przez Roberta Picardo. W pierwszym odcinku do załogi dołączył Neelix (Ethan Phillips), przedstawiciel lokalnej rasy Talaxian oraz jego wybranka, Kes (Jennifer Lien), młoda Ocampa o wielu przydatnych umiejętnościach. Po trzech seriach Kes opuszcza załogę (by powrócić w: VOY S06 E23 Fury). Niejako na jej miejsce scenarzyści wprowadzają Siedem z Dziewięciu (ang. Seven of Nine, Jeri Ryan), którą kapitan wydziera z rąk kolektywu Borg. W pierwszych dwóch sezonach ważną rolę odgrywa demoniczna Seska, kardasjańska agentka, chirurgicznie zmieniona w Bajorankę, której zadaniem było infiltrowanie Maquis.

### Star Trek: Enterprise (2001–2005, Star Trek: Enterprise)

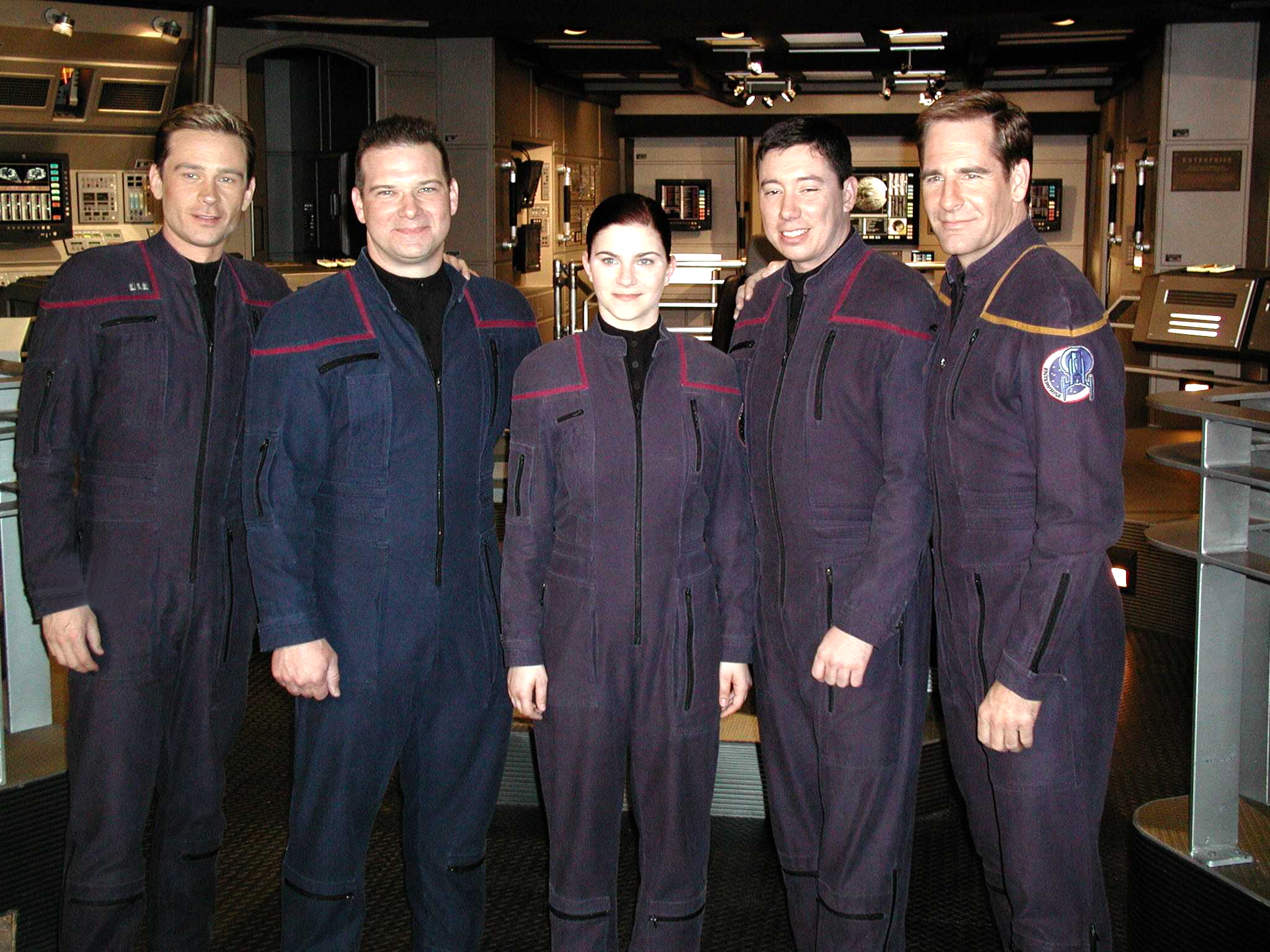
Załoga Enterprise

Akcja serialu Star Trek: Enterprise (ENT) rozpoczyna się w roku 2151 (około 10 lat przed założeniem znanej z późniejszych chronologicznie seriali Federacji Zjednoczonych Planet, sto lat przed oryginalną serią). Tytułowy Enterprise NX-01 jest pierwszym statkiem kosmicznym zbudowanym przez Ziemian wyposażonym w napęd pozwalający na lot z prędkością warp 5. Choć główną rolą Enterprise jest pionierska misja mająca na celu zbadanie kosmicznego sąsiedztwa Ziemi i sąsiadujących ras, motywem przewodnim serialu przez pierwsze trzy serie była temporalna zimna wojna, w którą wmieszana zostaje załoga pierwszego Enterprise. W czwartej serii można spotkać bezpośrednie nawiązania do oryginalnej serii, jak też serii Następne pokolenie. 
Kapitana Enterprise, Jonathana Archera, gra znany z serii Zagubiony w czasie Scott Bakula. Rolę pierwszego oficera i oficera naukowego zarazem pełni Wolkanka T’Pol (Jolene Blalock), początkowo zdystansowana, w trakcie rozwoju serialu powoli przekonuje się do Ziemian. Głównym inżynierem jest Charles Tucker (Connor Trinneer), dobry przyjaciel kapitana. Oficerem taktycznym jest brytyjskiego pochodzenia Malcolm Reed (Dominic Keating), oficerem komunikacyjnym i tłumaczem – Japonka Hoshi Sato (Linda Park), a za sterem zasiada, wychowany na transportowcu, młody pilot Travis Mayweather (Anthony Montgomery). O zdrowie załogi Enterprise dba Denobulanin, Doktor Phlox (John Billingsley), ekspert egzotycznej medycyny naturalnej. Oprócz siódemki głównych bohaterów reszta załogi pozostaje praktycznie bezimienna, pojawiając się w epizodycznych rolach. Wyjątkiem jest podróżujący w czasie chorąży Daniels (Matt Winston), którego należy raczej uznać za jedną z licznych powracających postaci drugoplanowych.

### Star Trek: Discovery (2017–2024, Star Trek: Discovery)
Akcja serialu toczy się 10 lat przed wydarzeniami z oryginalnej serii. Po stuleciu spokoju wybucha wojna między Zjednoczoną Federacją Planet a jednoczącym się Imperium Klingońskim. Historię oglądamy z perspektywy byłej pierwszej oficer, Michael Burnham, która bierze udział w tworzeniu tajnej broni, mającej pomóc Federacji pokonać Imperium Klingonów. 
Pierwsze dwie serie serialu rozgrywają się około dekadę przed Oryginalną Serią, natomiast sezon trzeci, czwarty i piąty około tysiąc lat później.

### Star Trek: Picard (2019–2023, Star Trek: Picard)
Luźna kontynuację serialu Star Trek: Następne pokolenie, którego kluczowym bohaterem był Picard, oraz czterech późniejszych filmów kinowych zrealizowanych z tą samą obsadą. Akcja serialu rozgrywa się około 20 lat po ostatnich znanych wydarzeniach z udziałem Picarda. Mocno posunięty w latach oficer jest emerytowanym admirałem Gwiezdnej Floty, spędzającym jesień życia w rodzinnej winnicy we Francji na Ziemi. Wydarza się jednak coś, co skłania go do powrotu w kosmos.

### Star Trek: Dolne pokłady (2020- ,Star Trek: Lower Decks)
Serial animowany, opowiada w formie komedii przygody szeregowych członków załogi jednego z najmniej istotnych statków Gwiezdnej Floty, USS Cerritos. Obecnie dostępne są 3 sezony.
Twórca: Mike McMahan
Obsada (głosy): Jack Quaid (chorąży Brad Boimler), Tawny Newsome (chorąży Beckett Mariner), Eugene Cordero (chorąży Samanthan Rutherford), Noël Wells (chorąży D'Vana Tendi) i inni.

### Star Trek: Strange New Worlds (2022–, Star Trek: Strange New Worlds)
Serial, którego twórcami są Akiva Goldsman, Alex Kurtzman i Jenny Lumet, to powrót do przygód załogi okrętu USS Enterprise: kapitana Pike'a, Spocka i reszty załogi. Statek wyrusza by odkrywać nowe światy. Produkcja będzie zawierać nowe opowieści w każdym tygodniu, tak jak było w serii oryginalnej. W obsadzie mają się znaleźć: Anson Mount jako kapitan Christopher Pike, Rebecca Romijn jako pierwszy oficer oraz Ethan Peck jako Spock. 

## Filmy
Na motywach oryginalnej serii i Następnego pokolenia nakręcono łącznie 13 pełnometrażowych filmów, które odniosły większy lub mniejszy sukces w kinach.
| Numer | Tytuł                                                       | Tytuł oryginalny                       | Rok premiery | Reżyser         | Obsada                        |
| ----- | ----------------------------------------------------------- | -------------------------------------- | ------------ | --------------- | ----------------------------- |
| 1     | Star Trek                                                   | Star Trek: The Motion Picture          | 1979         | Robert Wise     | Star Trek: Seria oryginalna   |
| 2     | Star Trek II: Gniew Khana                                   | Star Trek: The Wrath of Khan           | 1982         | Nicholas Meyer  | Star Trek: Seria oryginalna   |
| 3     | Star Trek III: W poszukiwaniu Spocka                        | Star Trek III: The Search for Spock    | 1984         | Leonard Nimoy   | Star Trek: Seria oryginalna   |
| 4     | Star Trek IV: Powrót na Ziemię Star Trek IV: Powrót do domu | Star Trek IV: The Voyage Home          | 1986         | Leonard Nimoy   | Star Trek: Seria oryginalna   |
| 5     | Star Trek V: Ostateczna granica                             | Star Trek V: The Final Frontier        | 1989         | William Shatner | Star Trek: Seria oryginalna   |
| 6     | Star Trek VI: Wojna o pokój Star Trek VI: Nieodkryta kraina | Star Trek VI: The Undiscovered Country | 1991         | Nicholas Meyer  | Star Trek: Seria oryginalna   |
| 7     | Star Trek: Pokolenia                                        | Star Trek: Generations                 | 1994         | David Carson    | Star Trek: Następne pokolenie |
| 8     | Star Trek: Pierwszy kontakt                                 | Star Trek: First Contact               | 1996         | Jonathan Frakes | Star Trek: Następne pokolenie |
| 9     | Star Trek: Rebelia                                          | Star Trek: Insurrection                | 1998         | Jonathan Frakes | Star Trek: Następne pokolenie |
| 10    | Star Trek: Nemesis                                          | Star Trek: Nemesis                     | 2002         | Stuart Baird    | Star Trek: Następne pokolenie |
| 11    | Star Trek                                                   | Star Trek                              | 2009         | J.J. Abrams     | Obsada J.J. Abramsa           |
| 12    | W ciemność. Star Trek Star Trek: W ciemność                 | Star Trek Into Darkness                | 2013         | J.J. Abrams     | Obsada J.J. Abramsa           |
| 13    | Star Trek: W nieznane                                       | Star Trek Beyond                       | 2016         | Justin Lin      | Obsada J.J. Abramsa           |

## Star Trek w kulturze

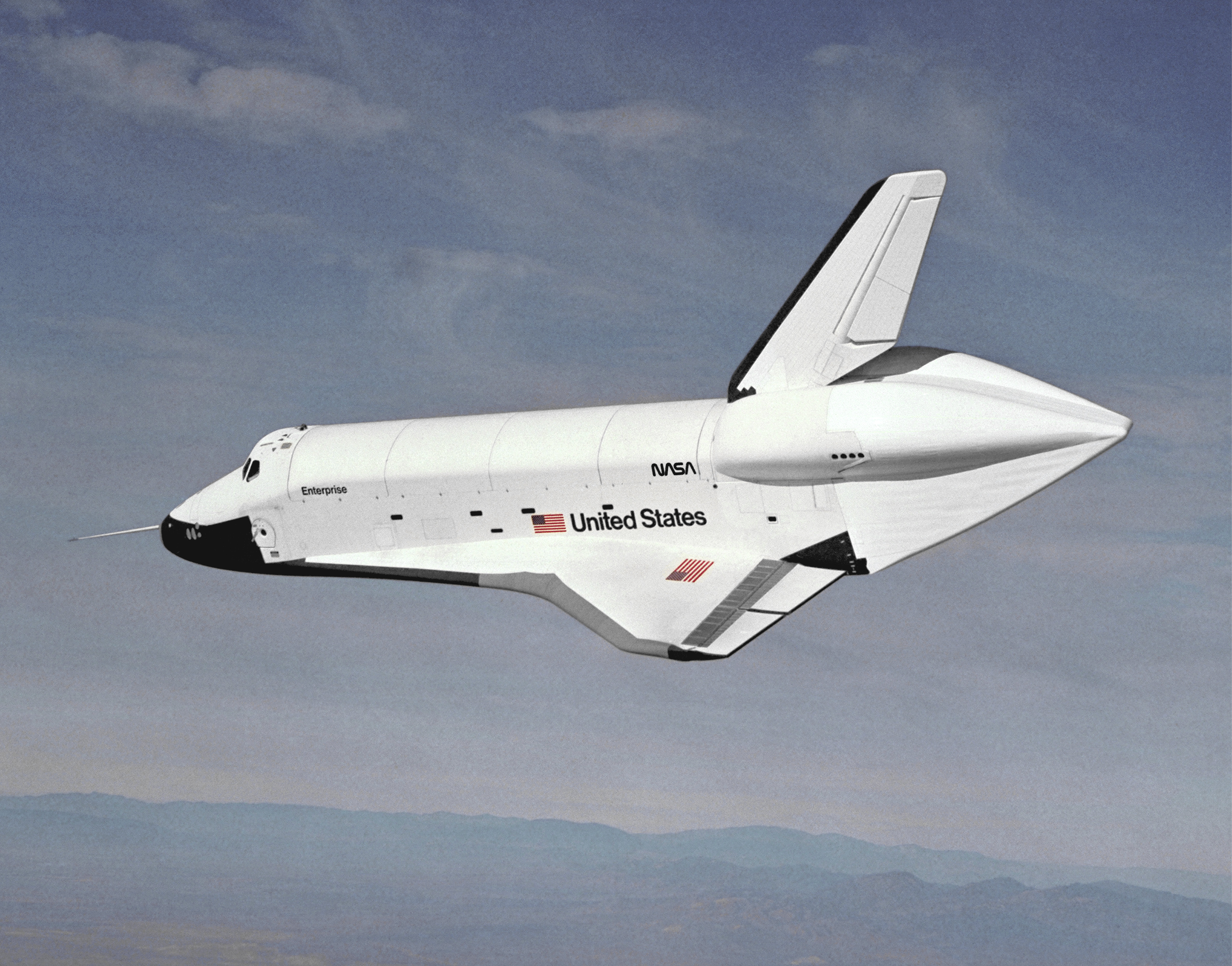
Wahadłowiec Enterprise

Jednym z dowodów wielkiej popularności Star Treka wśród Amerykanów jest też fakt, iż pierwszy prototyp promu kosmicznego nazwano właśnie Enterprise – na cześć okrętu Enterprise znanego z serialu Star Trek: Seria oryginalna i filmów pełnometrażowych, a Gene Roddenberry i aktorzy znani z serialu, byli gośćmi honorowymi na ceremonii jego „chrztu”.
Popularne sentencje:
- Beam me up, Scotty (beam up, oznacza teleportowanie kogoś na statek Enterprise) – słowa te wypowiedział kapitan James T. Kirk w 88 minucie filmu Star Trek IV: The Voyage Home;
- Fascinating... (Fascynujące) i it's illogical (to nielogiczne) – Spock;
- I'm a doctor, not a... (Jestem lekarzem, a nie...) i He's dead, Jim (On nie żyje, Jim) – Leonard McCoy;
- What?! (Co?!) – Montgomery Scott;
- Captain's Log: Star date (Dziennik kapitański, data gwiezdna...);
- To boldly go where no man has gone before (Śmiało dążyć tam, gdzie nie dotarł jeszcze żaden człowiek);
- różne teksty Chekova na temat Rosji.

W wielu amerykańskich filmach czy serialach można zauważyć nawiązania do serii Star Trek:
- Sformułowanie „Zemsta to danie, które najlepiej serwować na zimno” (ang. „Revenge is a dish best served cold”) reżyser Quentin Tarantino uczynił mottem filmu Kill Bill, podając, że jest to „stare klingońskie przysłowie”[6];
- W filmie Gwiezdne jaja: Część I – Zemsta świrów wiele postaci zostało stworzonych na podstawie oryginałów. Są to: Pan Ćmok (Pan Spock), Kapitan Kirx (Kapitan Kirk) i Panna Bara-Bara (Uhura). Także tytuł w wersji oryginalnej („(T)raumschiff Surprise – Periode 1”) jest parodią niemieckiej wersji oryginału (Raumschiff Enterprise);
- W serialu Stargate SG-1 płk. O’Neill przedstawia się jako James T. Kirk (odc. „1969”), innym razem postuluje by nowy statek kosmiczny X-303 nazwać „Enterprise”;
- W serialu Teoria Wielkiego Podrywu główny bohater - Sheldon Cooper – jest wielkim fanem serialu. Jego ulubioną postacią jest Spock. W serialu gra również Wil Wheaton, którego Sheldon znienawidził po tym gdy w 1994 roku pojechał specjalnie na zlot fanów Star Treka po jego autograf, a Wil się nie zjawił. W serialu poruszona zostaje również kwestia konfliktu fanów Star Treka i Gwiezdnych wojen, gdy w jednym z odcinków bohaterowie idą na premierę najnowszej części Sagi Star Wars i zapraszają Wila Wheatona. Wil do sali kinowej wchodzi w stroju ze Star Treka czym prowokuje gwizdy wśród publiczności.

Na podstawie Star Treka powstały też jego bezpośrednie parodie, jak Star Wreck czy Stone Trek. Star Trek był wielokrotnie parodiowany między innymi w serialach The Wonder Years, On, ona i dzieciaki, Family Guy i Animaniacy.
Zespół muzyczny The Firm wyemitował teledysk o nazwie „star trekkin”, a Yankovic napisał piosenkę o nazwie „Star Trek Rhapsody”.

## Inne adaptacje

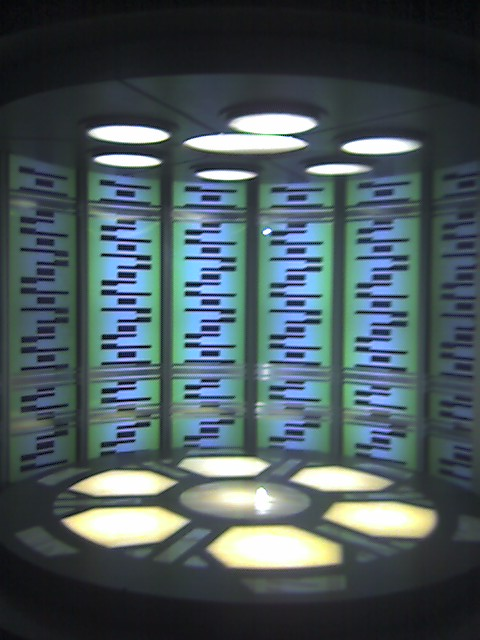
Pomieszczenie służące do teleportacji

Świat Star Trek to, oprócz seriali i filmów, liczne opowiadania, powieści i komiksy, pisane przez różnych autorów, utrzymywane w konwencji dzięki obowiązującym przewodnikom po kolejnych seriach, ale nie zaliczane do kanonu Star Treka. Oprócz literatury, powstało wiele gier, których akcja rozgrywa się w znanej z seriali rzeczywistości.
Powstają na bieżąco również fanfilmy, na przykład:
- New Voyages – czwarta seria oryginalnego serialu z lat 60., występują epizodycznie aktorzy z oryginalnego serialu;
- Star Trek of Gods and Men – trzyczęściowy miniserial osadzony prawdopodobnie w alternatywnym wszechświecie, wśród aktorów wiele sław z Deep Space 9, Voyagera oraz Oryginalnej Serii, obecnie dostępne są wszystkie trzy części na stronie projektu:
- Star Wreck – Finowie nakręcili również parodię: Star Wreck: In the Pirkinning;
- Hidden Frontier – akcja rozpoczyna się w XXIV w. zaraz po zakończeniu wątku wojny z Dominium w serialu Star Trek: Stacja kosmiczna, powstało, jak dotąd, sześć serii, które można pobrać bezpośrednio ze strony;
- Starship Exeter – w czasach równoległych do przygód bohaterów Oryginalnej Serii;
- Stone Trek – animowany fanserial, umiejscowiony w świecie serialu The Flinstones.

## Ranking najgorszych i najlepszych odcinków
Podczas 50. konwencji rocznicowej w Las Vegas w 2016 roku fani wybrali najlepsze i najgorsze odcinki z wszystkich serii.

### Najlepsze odcinki
1. Naprawić historię (The City on the Edge of Forever, Star Trek: Seria oryginalna, 1-28)
2. Przy świetle księżyca (In the Pale Moonlight, Star Trek: Stacja kosmiczna, 6-19)
3. Wewnętrzne światło (The Inner Light, Star Trek: Następne pokolenie, 5-25)
4. Amok (Amok Time, Star Trek: Seria oryginalna, 2-1)
5. Echo przeszłości (Yesterday's Enterprise, Star Trek: Następne pokolenie, 3-15)
6. Gość (The Visitor, Star Trek: Stacja kosmiczna, 4-3)
7. Łańcuch dowodzenia (Chain of Command, Star Trek: Następne pokolenie, 6-10, 6-11)
8. Starcie (Balance of Terror, Star Trek: Seria oryginalna, 1-14)
9. Mroczne lustro (In a Mirror, Darkly, (Star Trek: Enterprise, 4-18, 4-19)
10. Niezwykli Ferengi (The Magnificent Ferengi, Star Trek: Stacja kosmiczna, 6-10)

### Najgorsze odcinki
1. Załoga statku Enterprise (These Are the Voyages..., Star Trek: Enterprise, 4-22)
2. Kodeks honorowy (Code of Honor, Star Trek: Następne pokolenie, 1-4)
3. Bariera (Threshold, Star Trek: Voyager, 2-15)
4. Wymiana (Turnabout Intruder, Star Trek: Seria oryginalna, 3-24)
5. Odcienie szarości (Shades of Gray, Star Trek: Następne pokolenie, 2-22)
6. Duch (Sub Rosa, Star Trek: Następne pokolenie, 7-14)
7. Dzieci opętane (And the Children Shall Lead, Star Trek: Seria oryginalna, 3-4)
8. Pasażer (Move Along Home, Star Trek: Stacja kosmiczna, 1-9)
9. Światy równoległe (The Alternative Factor, Star Trek: Seria oryginalna, 1-27)
10. Cenny ładunek (Precious Cargo, Star Trek: Enterprise, 2-11)